# Lumache
Les lumache sont un type de pâtes originaires du Piémont. Leur nom signifie « escargot ». Elles sont plus ou moins semblables aux conchiglie. En raison de leur forme qui retient bien la sauce, elles sont souvent accompagnées de ragù.